# Чубай Соломія Григорівна
Соломі́я Григо́рівна Чуба́й (нар. 16 жовтня 1979, Львів) — українська співачка, музикантка, колишня вокалістка андерграундного гурту «Без цукру», вокалістка гурту «Джалапіта» та продюсерка літературно-музичних проєктів, художниця, громадська діячка, благодійниця. Голова правління громадського об'єднання «Вірменська — Тридцять П'ять». Авторка проєктів: «П'ятикнижжя» — проєкту, який присвячений батькові Соломії, Грицькові Чубаєві, і «Колискових для Олекси» — проєкту для дітей та батьків, створеному з метою кращого розуміння того, чим є аутизм. Авторка мистецького проєкту з симфонічним орекестром «Чубай. Україна. Любов. POETY».

## Біографія
Соломія Чубай народилася 16 жовтня 1979 року в місті Львів. Батько, Григорій, помер, коли їй виповнилося 2,5 роки, в 1982 році. Старший брат Соломії, Тарас, теж є музикантом.
В 11-річному віці потрапила на навчання в один із німецьких інтернатів у Мюнхені. У 20 років стала учасницею студентської стипендійної програми Інституту Сервантеса Мадридського університету. У 2001 році закінчила факультет іноземних мов Львівського національного університету ім. І. Франка. За фахом — філолог іспанської мови.
Працювала вчителькою, нянею, ведучою на ТБ, прессекретаркою МО «Дзиґа», артдиректоркою у промоційній компанії «Дік-Арт», перекладачкою з іспанської на ТВІ. Організаторка фестивалів «Флюгери Львова», «Джаз без», «Наше Різдво», вечорів поезії Костя Москальця, Богдана-Ігоря Антонича, Грицька Чубая тощо.
З 2004 по сьогодні — Голова правління Громадського Об'єднання «Вірменська — 35», котре опікується розвитком культури та підтримкою українських та міжнародних мистецьких проєктів.
У 2008 році видала збірку поезій для дітей Грицька Чубая — «Скоромовка не для вовка»
У 2013 році втілила у життя проєкт «Грицько Чубай. П'ятикнижжя» та видала книжку батька, котра отримала Гран-прі «Найкраща книга року».
У 2014 році разом з львівським режисером зняла фільм «Чубай» про свого батька, Грицька Чубая
У 2015 та 2016 роках увійшла у список 50 найуспішніших жінок Львівщини.
У 2016 році створила проєкт «Колискові для Олекси» та видала альбом, щоб допомогти батькам та дітям з аутизмом поширити інформацію про аутизм в Україні. Почала співпрацю з Google та ООН, працює волонтеркою, допомагаючи сім'ям дітей з аутизмом. Концерт «Колискові для Олекси»
У 2017 році увійшла до книги «12 Неймовірних Жінок» Видавництва Старого Лева.
У 2017 році переклала з іспанської детектив одного з найвідоміших латиноамериканських письменників Хосе Луїса Борхеса — «Шість головоломок для Дона Ісидро» (Видавництво Старого Лева), ця книжку визнано одною з найкращих на Львівському форумі видавців.
2017—2018 роках зняла з Олею Дмитрів та психологами з «Кола сім'ї» інтерв'ю з сім'ями дітей з аутизмом
У 2018 році отримала нагороду та увійшла у 100 найвпливовіших людей Львівщини[джерело?].
У 2018 році організувала благодійний концерт «Пісні бабці Стефи», в пам'ять про свою бабусю, котра навчила Соломію українських пісень: колискових, колядок, гаївок. Збирала кошти для Інтернату «Довіра», де вчаться діти з аутизмом.
У 2019 році потрапила до трьох номінацій та отримала нагороду від Національного конкурсу «Благодійна Україна» — «Народний благодійник» та «Благодійник року» у Києві. На Львівщині перемогла у номінації «Благодійник року».
2019 — співорганізаторка Міжнародного форуму «VIA CARPATIA» у Верховині.
У 2019 році реалізувала проєкт «Чубай. Україна. Любов. POETY», присвячений до 70-ліття від дня народження Грицька Чубая.
Проєкт «Чубай. Україна. Любов» — поезія та музика, що об'єднує століття: від Лесі Українки до Грицька Чубая, від Василя Стуса до Сергія Жадана.
Проєкт, що засвідчує спадкоємність української поезії, а також любові і пам'яті впродовж століть. Любов і пам'ять наша поезія пронесла крізь дві світові війни — і незважаючи на них, аж до XXI ст., Майдану, анексії Криму, війни на Донбасі та інших випробувань, долати які судилося поколінням народжених у вже Незалежній Україні.
Усе суще на цій землі єднають  ЛЮБОВ і УКРАЇНА.
Випустила альбом-книжку «POETY», записаний з симфонічним оркестром «INSO-lviv», гуртом «Джалапіта» та струнним тріо «ROCKOKO» https://www.youtube.com/watch?v=MRyg1UHfpwA
2019 — найкраща культурна менеджерка у номінації «Музичне мистецтво»
У грудні 2019 року була запрошена до програми «Волонтери ООН»
У січні 2020 року організувала великий Різдвяний концерт з Симфонічним оркестром INSO-Lviv «По Різдву» з Соломією Чубай.
Березень 2020 року взяла участь у виставці Олени Лажневської «Дискримінації»
Березень 2020 року записала кавер на народну пісню «Вербовая дощечка»
Квітень 2020 року виступала на Телеканалі НТА «Безпечний концерт», який онлайн подивилося понад 30 000 людей.
Квітень 2020 року виступала на Міжнародній конференцій по аутизму, де зачіпалися питання інклюзії та музичного виховання дітей з РАС.

Травень 2020 року отримала грант від Українського культурного фонду, який підтримав видання другого альбому «Колискові для Олекси» з нотами та текстами до пісень. 
Аутизм — це інша планета Земля. Це уява більша ніж Космос. Кожен день з моїм сином як лабіринт в якому можна заблукати, а ниточкою, котра виводить нас кожного разу з цього лабіринту, є моя велика любов та прийняття моєї дитини, таким як він Є.

(Соломія Чубай)
Проєкт «Колискові для Олекси» — це історія хлопчика з аутизмом — Олекси та його мами, Чубай Соломії, котра через колискові намагається знайти ключик до світу її сина. Це унікальний для України соціальний музичний-інклюзивний проєкт, котрий інформує про РАС.
Вперше в Україні за допомогою музики піднімається тема саме розладів аутичного спектру. Це не просто музичний альбом «Колискові для Олекси» — це інклюзивний проєкт про дітей і для дітей, покликаний краще пізнати світ дитини з аутизмом, привернути увагу до проблем таких дітей, об'єднати якомога більше батьків, які виховують дітей з аутизмом, змінити ставлення у суспільстві і не соромитись дітей.  
Квітень 2020 — «Сила життя» створений проєкт спільно з Оленкою Лажневською, двома мамами особливих діток. Сила життя — місце, де можна отримати допомогу та пораду.
Проєкт, що несе тепло, спокій та впевненість у ваші серця.
Травень 2020 — online концерт Соломії Чубай за підтримки компанії «LITO»
Червень 2020 року взяла участь у проєкті «Дієморазом» Дитинство в любові та без, в чому різниця?
Червень по жовтень 2020 року створювала новий альбом «Колискові для Олекси» з дітьми з аутизмом.
Червень-серпень знімала документальний фільм про свого батька Грицька Чубая «Чубай. Говорити знову» разом з київським режисером Михайлом Крупієвським, за підтримки УКФ
Вересень 2020 року мала честь бути запрошеними Польським та Чеським консулатом виступити та підтримати пам'ять про те як чехи боролися за свободу проти радянського режиму. Перший досвід співати поезію чеського барда Карла Криля. Також згадала про батька — Грицька Чубая, адже творили в один час 1968 рік і заспівали кілька пісень з альбому #POETY
Вересень 2020 року взяла участь у міжнародній мистецькій інклюзивній конференції: «ARTS for HEARTS»
Жовтень 2020 року презентувала новий альбом «Колискові для Олекси — 2» онлайн концертом, де було понад 100 людей на сцені і в тому числі діти з аутизмом за підтримки УКФ
23 жовтня 2020 року зібрала сім'ї особливих дітей та організувала Благодійний інклюзивний концерт «Колискові —2». За підтримки «Фокусу на культуру» та «Швейцарської конфедерації» та «Психічне здоров'я України».
Листопад 2020 року Соломія Чубай отримала нагороду від UNICEF «Найкраща ініціатива громади 2020» за проєкт «Колискові для Олекси» — III місце, серед 70 міст України. Цього року Дитячий фонд ООН (ЮНІСЕФ) у партнерстві з Міністерством молоді та спорту вперше відзначав проєкти місцевих рад у сфері молодіжної та дитячої політики, які самі діти та молодь назвали найкращими.
Грудень 2020 року взяла участь у міжнародній конференції: Інклюзія. Публічність. Культура — У сучасному світі митцем може стати кожен, хто хоче і має, що сказати суспільству. А як щодо людей з інвалідністю? Культура — як шлях до суспільства. Чи цікавляться люди з інвалідністю культурою і якими є ключові перешкоди для того щоб вони ставали активнішими як споживачами так і творцями культури?
Грудень 2020 року вийшла велика стаття Колискові для Олекси. «Я з іншої планети Земля». На міжнародному ресурсі «Психічне здоров'я для України»
травень 2021 року Соломія разом з музикантами гурту «Шоколад» тиждень провела у Сєвєродонецьку та Краматорську, презентувала проєкт POETY. Її чекав там аншлаг, публіка не хотіла відпускати. Говорити про Стуса і Грицька Чубая на Сході, це інше, ніж про поетів та їхні долі говорити у Львові, чи на західній Україні.
весною 2021 року Соломія почала роботу над новим альбомом та проєктом POETY. Діалог поколінь за підтримку Українського культурного Фонду.
червень 2021 року Соломія подає на розлучення з батьком свого сина Олекси і таким чином звільняється від 19 років досить аб'юзивного шлюбу і стає вільною.
вересень 2021 — велике інтерв'ю з Соломією Чубай в «The Ukrainians»
жовтень 2021 року видає новий потужний альбом з симфонічним оркестром INSO-lviv «POETY-2. Діалог поколінь».
Виховує сина Олексу з синдромом Аспергера (високофункціональний аутизм).

## Переклади
- Шість головоломок для дона Ісидро Пароді / Х. Л. Борхес, А. Б. Касарес; пер. з ісп. С. Чубай, з коментарями М. Кіяновської. — Львів: Видавництво Старого Лева, 2017. — 224 с. — ISBN 978-617-679-424-0[17].